# 草坝站
草坝站是位于云南省蒙自县草坝镇的一个铁路车站，邮政编码661101。车站建于1909年，有昆河铁路和草官支线经过该站，现不办理正式客运，办理货运业务，车站及其上下行区间均未电气化。车站距离昆明北站283公里，隶属昆明铁路局，是四等站。